# Góry Pęchowskie
Góry Pęchowskie is een plaats in het Poolse district  Sandomierski, woiwodschap Święty Krzyż. De plaats maakt deel uit van de gemeente Klimontów en telt 60 inwoners.